# Burkhard von Hewen (Abt)
Burkhard von Hewen, auch Burchardus de Hewen, (* im 13. Jahrhundert; † im 13. Jahrhundert) war der 45. Abt im Kloster Reichenau von etwa 1253/55 bis 1259.
Burkhard von Hewen stammte aus dem Adelsgeschlecht der Freiherren von Hewen im Hegau.
Der allgemeine Niedergang der Benediktinerklöster in der Mitte des 12. Jahrhunderts traf die Reichenauer Abtei besonders hart. Wichtige Konvents- und Wirtschaftsgebäude wurden nach einem Brand eingeäschert. So blieben auch Abt Burkhard, vormals Kämmerer des Klosters, nicht viele Möglichkeiten und er musste sich der Mehrheit der Mönche gegenüberstellen mit Vorwürfen der Verschleuderung der Klostergüter, Simonie und Zerstörung des Ordenslebens. Die „Vita communis“ war aufgegeben, der Konvent in sich zerstritten. Die Mönche baten Papst Alexander IV., Papst von 1254 bis 1261, um eine Intervention, daraufhin wurden 1256 die Äbte von Ottobeuren, Einsiedeln und Neuweiler mit einer Reform der Reichenau beauftragt. Zudem wurden Berchtold von Falkenstein, Abt von St. Gallen, von 1258 bis 1259 als Koadjutor eingesetzt. Parallel versuchte der Konstanzer Bischof Eberhard II. von Waldburg, Bischof von 1248 bis 1274, die Abtei Reichenau zu erwerben, blieb aber erfolglos. 1260 wurde Albrecht von Ramstein Abt der Reichenau (1260–1294).